# Isabelle de Neuchâtel
Isabelle de Neuchâtel, también conocida como Isabelle de Neuenburg (c. 1335 - 25 de diciembre de 1395), fue una noble suiza condesa de Neuchâtel, Nidau y Erlach, así como señora de Vercel, Genz, Dandans, Flangebouche, Vernier-Fontaines, Baclains, Ballaigues, Vuillafans-le-Neuf, Vannes, Balm, Lugnorre, Jorissens, Provenza y guardiana del Val de Morteau.
Su muerte sin descendencia provocó la absorción de la mayor parte de sus títulos por el condado de Friburgo al nombrar como heredero a Conrado IV de Friburgo.

## Biografía
Isabelle nació alrededor de 1335 como hija de Luis I de Neuchâtel y Juana de Montfaucon, hija de Juan II de Montfaucon.
En 1373, su padre Luis I fallece habiendo sobrevivido a todos sus hijos varones, dejando el condado de Neuchâtel como condominio entre ella y su hermana Varenne (o Vérène). Ponto confabuló para separar a su hermana del reparto, adjudicándole directamente la baronía de Landeron y pidiendo al arzobispo de Besanzón la elevación a condado de sus posesiones y la adjudicación de los mismos a su persona. Así, es comenzada a ser considerada la condesa de Neuchâtel. 
Con el fin de preservar la herencia de su padre y salvaguardar la integridad del futuro territorio de Neuchâtel, privó a sus hermanastros Jean y Vauthier, hijos ilegítimos de Luis, de sus feudos de Rochefort y Les Verrières. Recuperó la posesión de la aldea de Boudevilliers y de la alta justicia del Val-de-Ruz, que había pasado temporalmente a Jean II d'Aarberg-Valangin.
Finalmente se opuso a Margarita de Vufflens, viuda y usufructuaria de Luis, y defendió a los ciudadanos de Boudry cuyas franquicias no habían sido respetadas por este último.
En 1375, las posesiones de Erlach reciben mejoras y Erlach es elevado a condado, el cual será vendido como el condado de Cerlier (nombre francés de la urbe) a Amadeo VI de Saboya, que había intervenido haciendo valer derechos señoriales sobre la zona para evitar que el feudo fuese absorbido por Neuchâtel, consiguiendo para la causa el apoyo de Berna.
Rompiendo con su política de consolidación patrimonial, concedió el señorío de Vaumarcus en feudo al hijo ilegítimo de su hermano Juan, Girard de Neuchâtel, quien dio a luz a una nueva rama.
Al no tener hijos, proclamó a su sobrino Conrado IV de Friburgo para su sucesión. Isabelle moriría el 25 de diciembre de 1395, siendo la última miembro de la Casa de Neuchâtel que había gobernado el condado durante 360 años.